# Ģirts Dzelde
Ģirts Dzelde (16. juli 1963 i Riga i Lettiske SSR) er en lettisk tidligere professionel tennisspiller, som i dag virker som træner for Letlands Davis Cup team. Dzelde opnåede sin karrieres højeste single rangering som nummer 273 i 1991, og sin karrieres højeste double rangering som nummer 108 i 1993. Dzelde vandt ikke nogle ATP-titler i hverken single eller double, men endte som næstbedst i tre ATP double events.
Dzelde deltog i 17 Davis Cup ties for Letland fra 1993 til 2000, med en 16–11 rekord i single og en 10–6 rekord i double.